# Ethnographie
L’ethnographie  est une pratique du domaine des sciences sociales qui a pour but d'étudier sur le terrain la culture et le mode de vie de peuples, communautés, sociétés, ou autres types de groupes sociaux. Elle est aujourd'hui autant utilisée en anthropologie qu'en sociologie ou en gestion selon que l'objet d'étude porte davantage sur les différentes cultures chez les êtres humains, la société, ou l'économie et les ressources humaines. Le mot ethnographie est composé du préfixe « ethno » (du grec ἔθνος / éthnos, « peuple, nation », ethnie) et du suffixe « graphie » (au grec γράφω / gráphô, « écrire »), pour signifier description des peuples. En Russie par exemple, on parlera plus volontiers d'« étude des peuples » (en russe : изучение народов, izoutchenié narodov) ou d'« anthropologie et ethnologie » (comme pour Институт этнологии и антропологии РАН () ou Institut d'anthropologie et d'ethnologie Mikloukho-Maklaï de l'Académie russe des sciences).
L'ethnographie sous-entend une enquête de terrain composée de méthodes de récolte d'informations, de retranscription et d'un suivi en écriture, avec bien souvent une période d'observation participante⁣⁣ telle que pratiquée en anthropologie sociale et culturelle. L'ethnographie en tant que première phase de collecte et de description a pour but d'enregistrer des faits humains pertinents pour l'analyse d'un peuple, d'une communauté ou d'une société, aussi bien dans une perspective diachronique (historique) que synchronique (actuel).

## Histoire
Le terme « ethnographie » serait apparu pour la première fois en 1767, dans un livre de Johann Friedrich Schöpperlin (1732-1772). Il a été mentionné pour désigner des collections d'édition. En 1839 est fondée, à Paris, une société ethnologique.

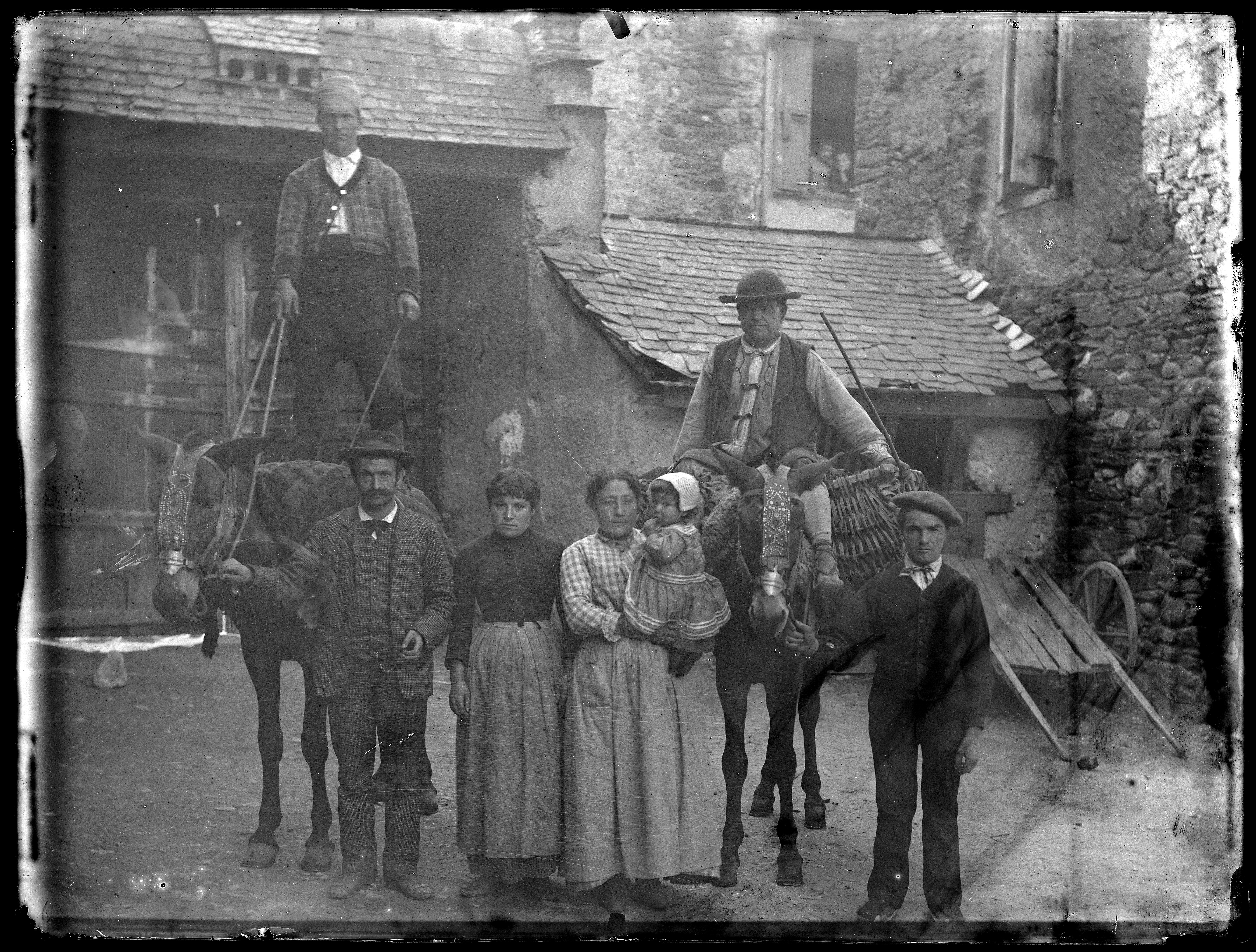
Portrait d'une famille de paysans Aragonais, Fonds Eugène Trutat

Autrefois cantonnée aux populations dites alors « primitives », son champ s'est finalement étendu à tout type de groupes humains et tous types de milieux. Depuis le mouvement des indépendances des pays colonisés, l'ethnographie occidentale s'est ainsi tournée de plus en plus sur ses propres sociétés et groupes sociaux.
L'ethnographie peut donc parfois porter sur des populations dont les origines sont très proches du chercheur (ce qui a soulevé des nouvelles problématiques d'observation). Il peut s'agir d'un groupe social large (la bourgeoisie parisienne par exemple) ou des usagers d'une institution, d'un groupe de jeunes, de SDF, des voyageurs des transports publics, du milieu geek, ou de la recherche en mathématique, aussi bien qu'une communauté Achuar située en Amazonie. Les possibilités d'une ethnographie du proche sont ainsi de fait tout aussi infinies qu'en terrain dit : « exotique ».

## Les débuts de l'ethnographie
Les premiers anthropologues s’appuient sur des documents de seconde main comme les récits de voyages d'explorateurs ou de missionnaires ou encore les rapports des administrations coloniales. Cette division du travail entre celui qui collecte les informations et celui qui les interprète reste la norme dans les pays d’Europe jusqu’en 1914. La figure de l’« anthropologue en chambre » (armchair anthroplogist) dont James George Frazer peut faire figure d’archétype est alors dominante.
Les voyages d’exploration à visée scientifique formalisent progressivement la tâche que remplissaient spontanément, mais de manière aléatoire, les explorateurs, en fixant des objectifs de collecte d’information sur les populations rencontrées : l’expédition Baudin (1801) vers les Terres Australes compte ainsi dans ses rangs François Péron qui voyage en qualité d’« anthropologiste ». Les visées géopolitiques de l’expédition Lewis et Clark, soutenue par Thomas Jefferson, s’accompagnent également d’un plan d’étude des tribus amérindiennes qui se trouveraient sur son parcours.
L’anthropologie du XIXe siècle se caractérise ensuite par une intense volonté de collecte d’information concernant les populations extra-européennes, première étape d’un travail de mise en ordre et de classification, conçu dans une perspective évolutionniste. Sans jamais avoir quitté l’Europe, James George Frazer a compilé un matériel considérable pour rédiger Le Rameau d'or qui se présente comme un immense répertoire de mythes et de rites en provenance du monde entier.
De son côté, en s’appuyant sur les missions et les administrations coloniales, Lewis Henry Morgan s’est attaché à répertorier l’ensemble des terminologies de parenté utilisées dans le monde. Dans ce contexte où l’anthropologue est avant tout un exégète, la critique de la fiabilité des sources revêt une importance cruciale. La rédaction de guides d’enquêtes et la formation des futurs enquêteurs est une préoccupation des ethnologues.
Dès 1800, Joseph-Marie de Gérando avait inauguré le genre en publiant sa Considération sur les diverses méthodes à suivre dans l'observation des peuples sauvages à destination de l’expédition Baudin. Cette préoccupation reste toujours vivace en France au début des années 1930, comme en témoigne la publication des Instructions sommaires pour les collecteurs d’objets ethnographiques en 1931.

## Lien entre ethnologie et ethnographie

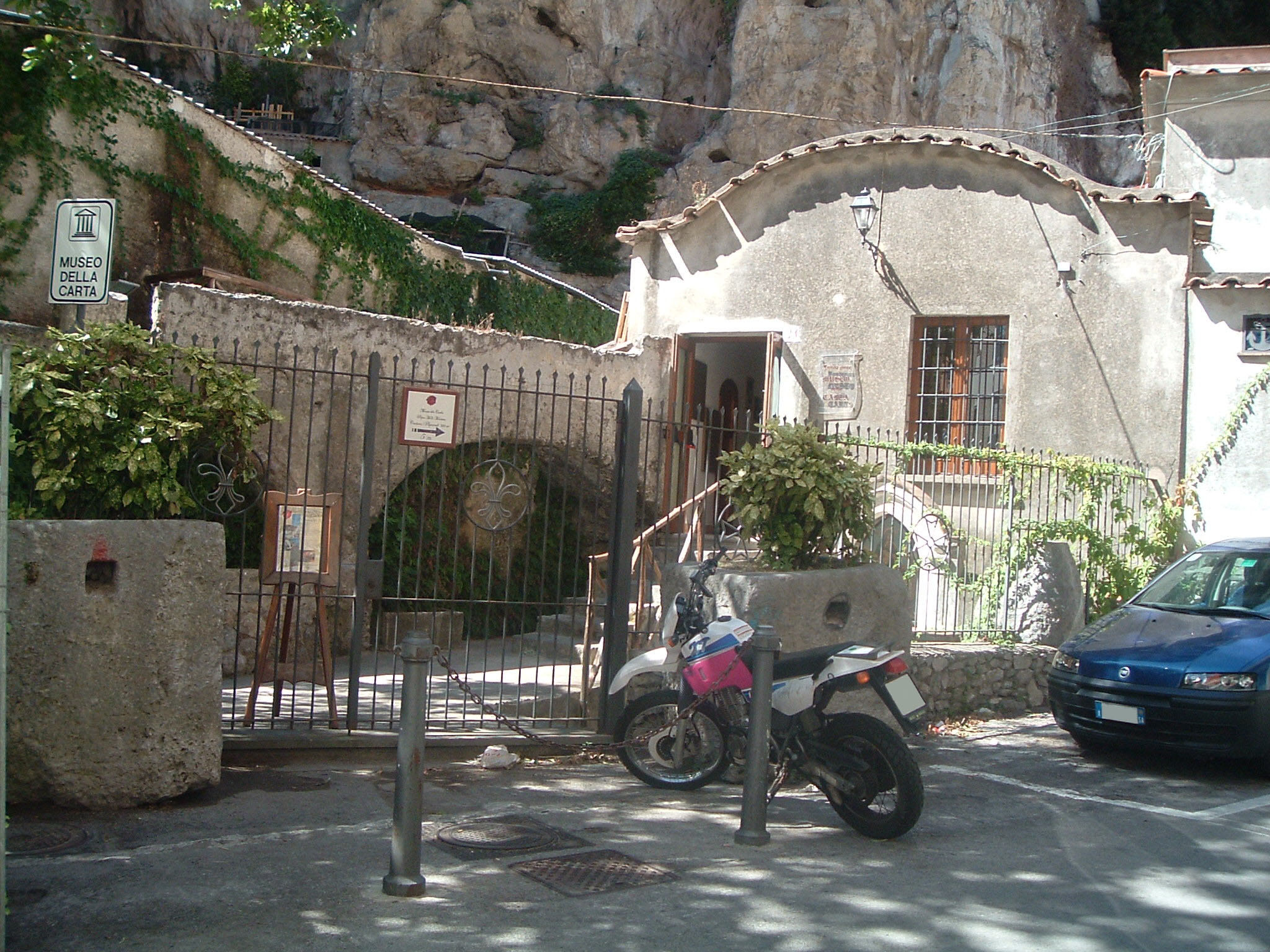
Le musée du papier d'Amalfi, musée ethnographique italien.

Ethnologie et ethnographie sont deux démarches distinctes et qui ont été pensées comme des moments successifs par Claude Lévi-Strauss (qui y rajoutait l'anthropologie) :
- l'ethnographie, de type pratique, enregistre l'organisation d'une société ;
- l'ethnologie, de type plus formel et réflexif, établit à partir de ces descriptions les lignes générales de structure et d'évolution de cette société ;
- l'anthropologie serait alors une méta-analyse de dimension comparatiste entre différentes sociétés ethnographiées (sur une thématique précise cependant).

Sur le plan méthodologique, la trajectoire de l’ethnologie française et de l’ethnologie anglo-saxonne divergent sensiblement pendant l’entre-deux-guerres. Durant cette période, le modèle français repose sur une collecte collective extensive et itinérante qui, tels la mission Dakar-Djibouti ou le voyage de La Korrigane dans les mers du sud, renoue avec la tradition des expéditions d’exploration. Mettant plus particulièrement l’accent sur la civilisation matérielle, ces missions entendent réaliser un inventaire ethnologique du monde. Le musée est pensé comme la finalité du travail ethnologique : les expéditions phares qui sont lancées à cette période s’articulent étroitement avec le Musée d’ethnographie du Trocadéro, remplacé en 1937 par le Musée de l'Homme. 
Pendant ce temps, au Royaume-Uni, le travail de terrain et le contact prolongé avec les tribus observées s’imposent progressivement comme une des caractéristiques fondamentales de la discipline. En 1922, l’introduction des Argonautes du Pacifique occidental de Bronisław Malinowski marque un tournant en théorisant la méthode d'observation participante.
Là où le recensement de la culture matérielle constituait la base du travail ethnographique, Malinowski insiste sur la nécessité de s’immerger en profondeur dans la culture des sociétés observées ; l’installation chez l’habitant, l’adoption du mode de vie, l’apprentissage de la langue deviennent des préalables indispensables à la compréhension du « point de vue de l’indigène ».